# Morti nel 249
| Questa pagina contiene informazioni ricavate automaticamente dalle voci biografiche con l'ausilio del template Bio e di un bot. L'aggiornamento è periodico e automatico e ricostruisce completamente la pagina. Se manca una persona in questa lista, sei pregato di non aggiungerla, ma accertati piuttosto che la sua voce biografica contenga il template Bio e che i dati anagrafici siano correttamente compilati. Se il template Bio manca, inseriscilo tu stesso o, in alternativa, metti l'avviso {{tmp\|Bio}} che ne segnala la mancanza. Se i dati riportati sono sbagliati, correggi direttamente la voce biografica; le modifiche saranno visibili in questa lista entro pochi giorni. Per chiarimenti vedi il progetto biografie. La lista contiene solo le 8 persone che sono citate nell'enciclopedia e per le quali è stato implementato correttamente il template Bio. Pagina aggiornata al 10 feb 2025. |

- 23 gennaio - Messalina di Foligno, romana (n. 235)
- 24 gennaio - Feliciano di Foligno, vescovo romano (n. 160)
- Filippo l'Arabo, imperatore romano
- Marco Giulio Severo Filippo, imperatore romano (n. 238)
- Iotapiano, romano
- San Metrano, santo romano
- Ostrogota, principe e condottiero germanico
- Redento da Trani, vescovo romano